# Lucie Zedníčková

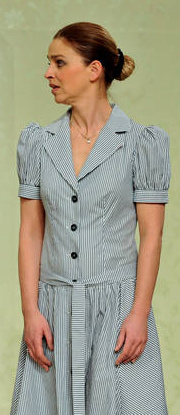
Lucie Zedníčková

Lucie Zedníčková, gebürtige Bártová, verheiratete Pokorná (* 15. November 1968 in Prag, Tschechoslowakei) ist eine tschechische Schauspielerin.

## Biografie
Lucie Zedníčková ist die Tochter einer Tänzerin und wuchs in einer künstlerischen Familie auf. Im Alter von acht Jahren wurde sie von dem tschechischen Schauspieler und Moderator Pavel Zedníček im Pflegeverhältnis erzogen. Bereits mit fünf Jahren war sie im Fernsehen zu sehen. Mit acht stand sie auf der Theaterbühne und mit zehn Jahren spielte sie bereits in Filmen wie Liebe zwischen Regentropfen und Nur so ein bißchen vor sich hinpfeifen mit. Nach ihrem Abitur studierte sie dementsprechend Schauspiel an der Theaterfakultät der Akademie der Musischen Künste in Prag (DAMU) und war für einige Jahre am Theater und beim Deutschen Film, darunter in der Fernsehserie Forsthaus Falkenau und den beiden Filmen Am Morgen danach und Das siebte Foto aktiv.
Zedníčková war mit dem Produzenten Vít Pokorný verheiratet. Das Paar hat zwei gemeinsame Kinder. Im Jahr 2008 trennte sie sich nach 15 Jahren von ihm und lebt seitdem mit dem tschechischen Schauspieler Petr Štěpán zusammen.

## Filmografie (Auswahl)
- 1980: Liebe zwischen Regentropfen (Lásky mezi kapkami deště)
- 1980: Nur so ein bißchen vor sich hinpfeifen (Jen si tak trochu písknout)
- 1982: Der dritte Prinz (Třetí princ)
- 1991: Der Froschkönig (Žabí král)
- 1991–1993: Forsthaus Falkenau (Fernsehserie, 16 Folgen)
- 1995: Am Morgen danach
- 2003: Das siebte Foto